# Fredensbro
Fredensbro er en dæmning, oprindeligt en bro, der forbinder Fredensgade på Nørrebro med Sølvgade i Indre By i København. Som sådan er den en del af vejforløbet, der forbinder Helsingørmotorvejen med Søgaderne og Indre By og er derfor navnlig i myldretiden tæt trafikeret.
Fredensbro deler Sortedams Sø i to. Langs de to halvdele ligger der gangstier nedenfor dæmningen. På Nørrebrosiden er der desuden en viadukt under dæmningen, så fodgængere og cyklister uhindret kan komme mellem de to halvdele af Sortedam Dossering, der ligger langs med Sortedams Sø, men som også adskilles af dæmningen. Oppe på selve dæmningen er der anlagt fortove, cykelstier, vejbaner og busbaner.

## Historie
Broens navn er afledt af Fredensgade, der oprindeligt blev navngivet Fredensvej omkring 1872, men som fik sit nuværende navn i 1877. Dengang var den en blind sidevej, hvor der som navnet siger var fred og ro. Det ændrede sig dog i 1878 med anlæggelsen af Fredensbro, der i første omgang var en tre meter bred træbro til fodgængere. I slutningen af 1880'erne erstattedes den af en dæmning med en bro på midten, så den også kunne benyttes af kørende færdsel. Det var Sølvgadens Sporvejsselskab, der stod for nyanlægget i forbindelse med åbningen af deres hestesporvognslinje ad Sølvgade og Tagensvej i 1889. Broen på midten skyldtes hensynet til den daværende sejlads på Søerne mellem Østerbrogade og Gyldenløvesgade.
Hestesporvognene blev afløst af elektriske sporvogne i 1905, der fortsatte med at betjene broen frem til 1968, hvor de blev erstattet af busser. Indimellem havde der også kørt trolleybusser fra 1938 til 1963. I 1976-1977 ombyggedes Fredensbro til en dæmning med motorgadestandard som en udløber af motorvejsprojektet Søringen, der dog var blevet opgivet et par år i forvejen. I 2013-2014 ombyggedes Fredensbro på ny, nu med busbaner på midten som en del af den nye bus rapid transit Den kvikke vej mellem Nørreport Station og Ryparken Station.